# Nachts, wenn der Teufel kam
Nachts, wenn der Teufel kam é um filme de drama alemão de 1957 dirigido por Robert Siodmak. Foi indicado ao Oscar de melhor filme estrangeiro na edição de 1958, representando a Alemanha Ocidental.

## Elenco
- Claus Holm - Kriminalkommissar Axel Kersten
- Annemarie Düringer - Helga Hornung
- Mario Adorf - Bruno Luedke
- Hannes Messemer - SS-Gruppenfuehrer Rossdorf
- Carl Lange - Major Thomas Wollenberg
- Werner Peters - Willi Keun
- Walter Janssen - Kriminalrat Boehm
- Peter Carsten - SS- Standartenfuhrer Mollwitz
- Wilmut Borell - SS-Sturmbannfuhrer Heinrich, Rossdorf's aide